# Luis La Puerta
Luis La Puerta, född 1811 i Cusco, död 1896 i Lima, militär och peruansk politiker. La Puerta övertog presidentskapet i Peru under en kort period, 18 december 1879 till 23 december 1879, efter att den tidigare presidenten Mariano Ignacio Prado hade övergett landet efter den olyckliga krigsutvecklingen emot Chile.